# Enosis

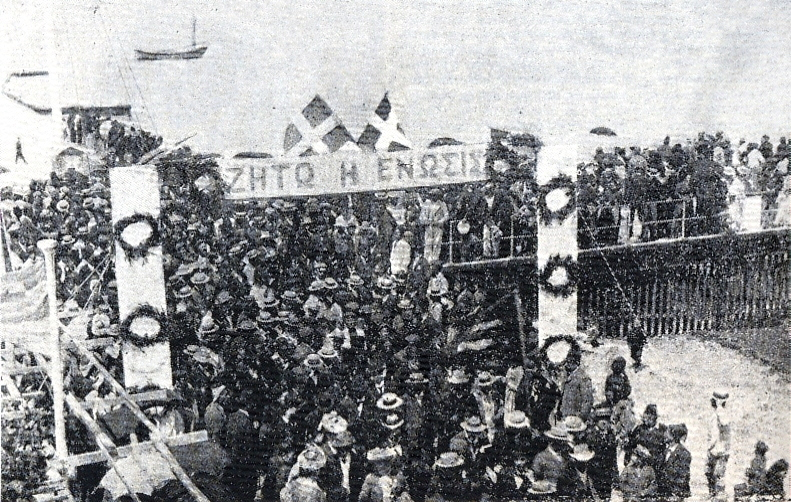
Uma manifestação cipriota em 1930 em favor da Enosis.

Bandeira da revolução cretense de 1866 com as iniciais de "Creta, Enosis, Liberdade ou Morte"

Enosis (em grego:  Ένωσις, que significa "união") refere-se ao movimento da população greco-cipriota para incorporar a ilha de Chipre à Grécia.
No passado, o mesmo termo foi utilizado em várias épocas e locais para designar movimentos entre as demais populações gregas fora dos limites do Reino da Grécia, tal como inicialmente criado em 1830, que aspiravam ser incorporados nesse reino.
Movimentos sociais que exigem a Enosis foram populares em Creta, nas Ilhas Jônicas e em Dodecaneso, culminando com no alcance de seu objetivo e na sua unificação com a Grécia. A reivindicação pela Enosis entre gregos na Ásia Menor terminou mais tragicamente, com esses gregos sendo expulsos em massa no final da Guerra Greco-Turca (1919-1922).
Nos tempos modernos, além de Chipre, a reivindicação para a Enosis é adotada entre parte dos gregos que vivem no sul da Albânia, Epiro do Norte.